# Campeonato Descentralizado 1985
El Campeonato Descentralizado 1985 fue la LIX edición del torneo en el que participaron treinta equipos en Campeonatos Regionales. El campeón nacional fue Universitario.
Este torneo estuvo dividido en dos etapas por la participación de la selección peruana en las Eliminatorias mundialistas de México 1986. La "U" ganó el primer Torneo Regional, lo que ya le daba el pase directo a Copa Libertadores y en la segunda mitad del año ganó la liguilla final del Descentralizado, por lo que se consagró como campeón nacional absoluto.

## Ascensos y descensos
En la temporada 1984 hubo 11 equipos que "descendieron" al torneo Intermedia 1984, de los cuales 10 "retornaron" y ascendieron otros 5 en dicho torneo, adicionalmente también ascendió el campeón de la Copa Perú 1984, siendo un total de 30 equipos en aquel año.
| Posición | Descenso y Retornos del Intermedia 1984 |
| -------- | --------------------------------------- |
| 7°       | Deportivo Municipal (Z. Metrop.) (R)    |
| 8°       | Atlético Chalaco (Z. Metrop.) (R)       |
| 9°       | Juventud La Palma (Z. Metrop.) (R)      |
| 10°      | Octavio Espinoza (Z. Metrop.) (R)       |
| 4°       | Carlos A. Mannucci (Z. Norte) (R)       |
| 5°       | José Gálvez FBC (Z. Norte) (R)          |
| 3°       | Defensor ANDA (Z. Centro) (R)           |
| 5°       | SD Hostal Rey (Z. Centro) (R)           |
| 4°       | Alfonso Ugarte (Z. Sur) (R)             |
| 5°       | Cienciano (Z. Sur) (R)                  |
| 4°       | Deportivo Hospital (Zona Centro) (D)    |

| Posición | Ascensos de la Copa Perú e Intermedia 1984 |
| -------- | ------------------------------------------ |
| 1º       | Los Espartanos (C. Perú)                   |
| 4º       | Juventud La Joya (Z. Metrop. I.A.)         |
| 1º       | Dep. San Agustín (Z. Metrop. L.P.)         |
| 1°       | León de Huánuco (Z. Centro)                |
| 4°       | Deportivo Cooptrip (Z. Centro)             |
| 3°       | Atlético Huracán (Z. Sur)                  |

### Tabla Resumen Ascensos y Descensos
| Temporada | Ascenso/Descenso                               | Metropolitano                                     | Norte                | Centro                                   | Sur                 |
| --------- | ---------------------------------------------- | ------------------------------------------------- | -------------------- | ---------------------------------------- | ------------------- |
| 1984      | Descendidos al Torneo Intermedia 1984          | Ninguno                                           | Ninguno              | 4° Deportivo Hospital                    | Ninguno             |
| 1985      | Ascendidos de Copa Perú 1984 e Intermedia 1984 | 1° I.A. Juventud La Joya 1° L.P. Dep. San Agustín | 1° CP Los Espartanos | 1° León de Huánuco 4° Deportivo Cooptrip | 3° Atlético Huracán |

- Antes de Iniciar la Temporada, El Social Deportivo Hostal Rey se Cambió de Nombre a Chanchamayo FC.

## Equipos participantes
- Alfonso Ugarte.
- Alianza Lima.
- ADT.
- Atlético Chalaco.
- Atlético Huracán
- Atlético Torino.
- Carlos Mannucci.
- Chanchamayo.
- Cienciano.
- CNI.
- Coronel Bolognesi.
- Defensor ANDA.
- Deportivo Cooptrip.
- Huancayo FC.
- Deportivo Municipal.
- Diablos Rojos.
- José Gálvez.
- Juventud La Joya.
- Juventud La Palma.
- León de Huánuco.
- Los Espartanos.
- Melgar.
- Octavio Espinosa.
- San Agustín.
- Sport Boys.
- Sport Pilsen.
- Sporting Cristal.
- Unión Huaral.
- Universitario.
- UTC.

## Formato
El Campeonato Nacional será dividido en dos etapas, el Torneo Regional y el Torneo Descentralizado.
El Torneo Regional será dividido en cuatro grupos (uno de doce equipos y los tres restantes, de cuatro equipos c/u) los cuales serán llamados "Metropolitano", "Norte", "Centro" y "Sur". Los siete primeros del Grupo Metropolitano clasificarán automáticamente al Torneo Descentralizado, mientras que los dos primeros de los tres grupos restantes también clasificban automáticamente al Torneo Descentralizado junto con los dos mejores terceros; el octavo del Grupo Metropolitano y el peor tercero deberán definir su pase al Torneo Descentralizado enfrentándose en partidos de ida y vuelta en la que habrá diferencia de goles. Los cuatro primeros del Grupo Metropolitano clasificarán automáticamente a la Liguilla Regional, junto con el primero de los tres grupos restantes. Los cuatro últimos del Grupo Metropolitano y los tres últimos de los tres grupos restantes, descenderán a la Intermedia 1986. Y el peor último deberá definir su permanencia en Primera contra el último del Torneo Descentralizado en un único partido.
La Liguilla Regional se jugará con siete equipos, la cual se definirá desde los cuartos de final, y en caso de quedar igualados, la cosa se definirá desde la ronda de los penales. El mejor primero de la fase de grupos clasificará automáticamente a la semifinal. En los cuartos de final se enfrentarán seis equipos en un único partido c/u, se enfrentarán el cuarto del Grupo Metropolitano contra el mejor tercer primero y el ganador de este partido jugará la semifinal contra el mejor primero, el tercero del Grupo Metropolitano contra el segundo mejor primero y el ganador de este partido jugará la semifinal contra el ganador del partido entre el segundo del Grupo Metropolitano contra el peor primero. En las semifinales se enfrentarán cuatro equipos en un único partido c/u. La final la jugarán los ganadores de las semifinales en un único partido. El campeón de la Liguilla Regional recibirá 1 punto de bonificación en el Torneo Descentralizado.
El Torneo Descentralizado se jugará con dieciséis equipos, los cuales se enfrentarán entre sí en una liguilla en partidos de ida y vuelta. Los seis primeros del Torneo Descentralizado clasificarán automáticamente a la Liguilla Final, el primero del Torneo Descentralizado recibirá 2 puntos de bonificación en la Liguilla Final, mientras que el segundo del Torneo Descentralizado recibirá 1 punto de bonificación en la Liguilla Final. El último del Torneo Descentralizado deberá definir su permanencia en Primera contra el peor equipo de la fase de grupos en un único partido.
La Liguilla Final se jugará con seis equipos los cuales se enfrentarán entre sí en una liguilla a partido único.
La Fase Final definirá al campeón nacional el cual será el ganador del partido entre el campeón del Torneo Regional y el Torneo Descentralizado, en el caso de que un mismo equipo gane ambos torneos, ésta ya no se jugará, ya que el equipo que gane ambos torneos se consagrará campeón nacional automáticamente.
El descenso lo definirán el peor equipo de la fase de grupos contra el último del Torneo Descentralizado en un único partido, y el perdedor descenderá automáticamente a la Intermedia 1986.
El campeón nacional y el subcampeón nacional (segundo de la Liguilla Final) clasificarán automáticamente a la Copa Libertadores 1986.
Se otorgarán 2 puntos por partidos ganados, 1 punto por partidos empatados y 0 puntos por partidos perdidos.

## Torneo Regional

### Grupo Metropolitano
| P  | Equipo              | PJ | PG | PE | PP | GF | GC | DG  | Ptos. |
| -- | ------------------- | -- | -- | -- | -- | -- | -- | --- | ----- |
| 1  | Alianza Lima *      | 22 | 12 | 7  | 3  | 30 | 14 | +16 | 31    |
| 2  | Deportivo Municipal | 22 | 12 | 5  | 5  | 32 | 23 | +9  | 29    |
| 3  | CNI                 | 22 | 9  | 8  | 5  | 29 | 22 | +7  | 26    |
| 4  | Universitario       | 22 | 6  | 12 | 4  | 20 | 15 | +5  | 24    |
| 5  | Octavio Espinosa    | 22 | 7  | 9  | 6  | 17 | 21 | -4  | 23    |
| 6  | Sporting Cristal    | 22 | 6  | 9  | 7  | 26 | 25 | +1  | 21    |
| 7  | Sport Boys          | 22 | 5  | 11 | 6  | 25 | 28 | -3  | 21    |
| 8  | Juventud La Joya    | 22 | 6  | 9  | 7  | 22 | 25 | -3  | 21    |
| 9  | Unión Huaral        | 22 | 4  | 12 | 6  | 23 | 24 | -1  | 20    |
| 10 | Juventud La Palma   | 22 | 3  | 13 | 6  | 18 | 19 | -1  | 19    |
| 11 | San Agustín         | 22 | 3  | 12 | 7  | 26 | 29 | -3  | 18    |
| 12 | Atlético Chalaco    | 22 | 2  | 7  | 13 | 9  | 32 | -23 | 11    |

|  | Clasificado a la Liguilla Regional 1985. Clasificado al Torneo Descentralizado 1985.                       |
|  | Clasificado al Torneo Descentralizado 1985.                                                                |
|  | Repechaje con el peor tercero de los tres grupos restantes para clasificar al Torneo Descentralizado 1985. |
|  | Descendido a la Intermedia 1985                                                                            |

* Alianza Lima clasifica automáticamente a la semifinal de la Liguilla Regional 1985.

### Grupo Norte
| P | Equipo          | PJ | PG | PE | PP | GF | GC | DG  | Ptos. |
| - | --------------- | -- | -- | -- | -- | -- | -- | --- | ----- |
| 1 | Carlos Mannucci | 15 | 7  | 6  | 2  | 22 | 10 | +12 | 20    |
| 2 | Los Espartanos  | 15 | 6  | 4  | 5  | 18 | 14 | +4  | 16    |
| 3 | UTC             | 15 | 4  | 8  | 3  | 11 | 11 | 0   | 16    |
| 4 | Sport Pilsen    | 15 | 5  | 6  | 4  | 11 | 11 | 0   | 16    |
| 5 | José Gálvez     | 15 | 4  | 4  | 7  | 12 | 19 | -7  | 12    |
| 6 | Atlético Torino | 15 | 4  | 2  | 9  | 16 | 25 | -9  | 10    |

|  | Clasificado a la Liguilla Regional 1985. Clasificado al Torneo Descentralizado 1985. |
|  | Clasificado al Torneo Descentralizado 1985.                                          |
|  | Descendido a la Intermedia 1985.                                                     |

### Grupo Centro
| P | Equipo             | PJ | PG | PE | PP | GF | GC | DG  | Ptos. |
| - | ------------------ | -- | -- | -- | -- | -- | -- | --- | ----- |
| 1 | ADT                | 15 | 8  | 4  | 3  | 21 | 12 | +9  | 20    |
| 2 | Huancayo FC        | 15 | 6  | 3  | 6  | 13 | 13 | 0   | 15    |
| 3 | Deportivo Cooptrip | 15 | 5  | 5  | 5  | 11 | 13 | -2  | 15    |
| 4 | Defensor ANDA      | 15 | 4  | 6  | 5  | 15 | 11 | +4  | 14    |
| 5 | León de Huánuco    | 15 | 3  | 7  | 5  | 14 | 15 | -1  | 13    |
| 6 | Chanchamayo        | 15 | 4  | 5  | 6  | 13 | 23 | -10 | 13    |

- Antes de Iniciar la Temporada, El Social Deportivo Hostal Rey se Cambió de Nombre a Chanchamayo FC.

|  | Clasificado a la Liguilla Regional 1985. Clasificado al Torneo Descentralizado 1985.            |
|  | Clasificado al Torneo Descentralizado 1985.                                                     |
|  | Repechaje con el octavo del Grupo Metropolitano para clasificar al Torneo Descentralizado 1985. |
|  | Descendido a la Intermedia 1985                                                                 |

### Grupo Sur
| P | Equipo            | PJ | PG | PE | PP | GF | GC | DG  | Ptos. |
| - | ----------------- | -- | -- | -- | -- | -- | -- | --- | ----- |
| 1 | Coronel Bolognesi | 15 | 11 | 2  | 2  | 31 | 8  | +23 | 24    |
| 2 | FBC Melgar        | 15 | 10 | 4  | 1  | 25 | 6  | +19 | 24    |
| 3 | Alfonso Ugarte    | 15 | 8  | 2  | 5  | 20 | 12 | +8  | 18    |
| 4 | Cienciano         | 15 | 4  | 3  | 8  | 15 | 24 | -9  | 11    |
| 5 | Atlético Huracán  | 15 | 3  | 4  | 8  | 16 | 27 | -11 | 10    |
| 6 | Diablos Rojos     | 15 | 1  | 1  | 13 | 7  | 37 | -30 | 3     |

|  | Clasificado a la Liguilla Regional 1985. Clasificado al Torneo Descentralizado 1985. |
|  | Clasificado al Torneo Descentralizado 1985.                                          |
|  | Descendido a la Intermedia 1985                                                      |
|  | Promoción con el último del Torneo Descentralizado 1985.                             |

#### Repechaje
| Juventud La Joya                                                                            | 2 - 0 | Deportivo Cooptrip |
| Deportivo Cooptrip                                                                          | 0 - 8 | Juventud La Joya   |
| Juventud La Joya clasifica al Torneo Descentralizado 1985 por un marcador global de 10 - 0. |       |                    |

### Liguilla Regional

#### Cuartos de final
| Equipo local  | Resultado | Equipo visitante |
| ------------- | --------- | ---------------- |
| Universitario | 4 - 1     | Carlos Mannucci  |

| Equipo local | Resultado | Equipo visitante |
| ------------ | --------- | ---------------- |
| CNI          | 3 - 1     | Coronel Bolgnesi |

| Equipo local        | Resultado     | Equipo visitante           |
| ------------------- | ------------- | -------------------------- |
| Deportivo Municipal | 1 (3) - 1 (1) | Asociación Deportiva Tarma |

#### Semifinales
| Equipo local  | Resultado     | Equipo visitante |
| ------------- | ------------- | ---------------- |
| Universitario | 0 (8) - 0 (7) | Alianza Lima     |

| Equipo local | Resultado | Equipo visitante    |
| ------------ | --------- | ------------------- |
| CNI          | 3 - 0     | Deportivo Municipal |

### Final
| Universitario * | 3 - 1 | CNI |
| * Universitario recibe 1 punto extra de bonificación para el Torneo Descentralizado por ser el campeón del Torneo Regional y juega el Play-off contra el campeón del Torneo Descentralizado para definir al campeón nacional. |       |     |

## Torneo Descentralizado

### Tabla de posiciones
| P  | Equipo                     | PJ | PG | PE | PP | GF | GC | DG  | Ptos. |
| -- | -------------------------- | -- | -- | -- | -- | -- | -- | --- | ----- |
| 1  | UTC **                     | 30 | 19 | 8  | 3  | 56 | 27 | +29 | 46    |
| 2  | Universitario * +          | 30 | 15 | 9  | 6  | 51 | 25 | +26 | 40    |
| 3  | Alianza Lima               | 30 | 15 | 9  | 6  | 36 | 18 | +18 | 39    |
| 4  | Deportivo Municipal        | 30 | 11 | 14 | 5  | 34 | 26 | +8  | 36    |
| 5  | Carlos Mannucci            | 30 | 12 | 11 | 7  | 43 | 31 | +12 | 35    |
| 6  | Los Espartanos             | 30 | 11 | 13 | 6  | 33 | 21 | +12 | 35    |
| 7  | Melgar                     | 30 | 9  | 13 | 8  | 51 | 36 | +15 | 31    |
| 8  | CNI                        | 30 | 11 | 8  | 11 | 39 | 26 | +13 | 30    |
| 9  | Octavio Espinosa           | 30 | 10 | 9  | 11 | 32 | 32 | 0   | 29    |
| 10 | Sporting Cristal           | 30 | 11 | 5  | 14 | 37 | 43 | -6  | 27    |
| 11 | Sport Boys                 | 30 | 7  | 12 | 11 | 23 | 32 | -9  | 26    |
| 12 | Coronel Bolognesi          | 30 | 8  | 7  | 15 | 32 | 42 | -10 | 23    |
| 13 | Huancayo FC                | 30 | 7  | 9  | 14 | 28 | 41 | -13 | 23    |
| 14 | Juventud La Joya           | 30 | 8  | 7  | 15 | 34 | 49 | -15 | 23    |
| 15 | Asociación Deportiva Tarma | 30 | 8  | 6  | 16 | 24 | 48 | -24 | 22    |
| 16 | Alfonso Ugarte             | 30 | 6  | 4  | 20 | 19 | 75 | -56 | 16    |

|  | Clasificado a la Liguilla Final.                                       |
|  | Promoción con el peor equipo de la fase de grupos del Torneo Regional. |

+ Universitario recibió 1 punto extra para el Torneo Descentralizado por ser el campeón del Torneo Regional.

### Liguilla Final
| P | Equipo              | PJ | PG | PE | PP | GF | GC | DG  | Ptos. |
| - | ------------------- | -- | -- | -- | -- | -- | -- | --- | ----- |
| 1 | Universitario *     | 5  | 5  | 0  | 0  | 20 | 5  | +15 | 11    |
| 2 | UTC **              | 5  | 2  | 2  | 1  | 5  | 7  | -2  | 8     |
| 3 | Los Espartanos      | 5  | 2  | 1  | 2  | 4  | 8  | -4  | 5     |
| 4 | Alianza Lima        | 5  | 1  | 1  | 3  | 6  | 6  | 0   | 3     |
| 5 | Carlos Mannucci     | 5  | 1  | 1  | 3  | 7  | 11 | -4  | 3     |
| 6 | Deportivo Municipal | 5  | 1  | 1  | 3  | 4  | 9  | -5  | 3     |

|  | Campeón del Torneo Descentralizado. Enfrenta al campeón del Torneo Regional para definir al campeón nacional. Clasifica a la Copa Libertadores 1986. |
|  | Subcampeón nacional. Clasifica a la Copa Libertadores 1986.                                                                                          |

* Universitario recibió 1 punto extra por haber quedado segundo en primera etapa del Torneo Descentralizado.
** UTC recibió 2 puntos extras por haber quedado primero en primera etapa del Torneo Descentralizado.

## Promoción
| Alfonso Ugarte | 2 - 1 | Diablos Rojos |
| El Alfonso Ugarte asegura su permanencia en Primera, mientras que los Diablos Rojos descienden automáticamente a la Intermedia 1986. |       |               |

## Play-off
- Universitario se consagra campeón nacional automáticamente al ganar el Torneo Regional y el Torneo Descentralizado.

|                           |
| Campeón Nacional          |
| Universitario 17.º título |

## Goleadores
| Jugador         | Jugador           | Goles | Equipo                    |
| --------------- | ----------------- | ----- | ------------------------- |
| Bandera de Perú | Genaro Neyra      | 22    | FBC Melgar                |
| Bandera de Perú | Miguel Seminario  | 20    | Universitario de Deportes |
| Bandera de Perú | Armando Portilla  | 19    | UTC                       |
| Bandera de Perú | Juan Illescas     | 19    | Alianza Lima              |
| Bandera de Perú | Jaime Drago       | 19    | Universitario de Deportes |
| Bandera de Perú | Jesús Torrealva   | 17    | Octavio Espinosa          |
| Bandera de Perú | Carlos Delgado    | 16    | Carlos A. Mannucci        |
| Bandera de Perú | Luis Escobar      | 14    | Alianza Lima              |
| Bandera de Perú | Fidel Suárez      | 14    | Universitario de Deportes |
| Bandera de Perú | Eugenio La Rosa   | 14    | Alianza Lima              |
| Bandera de Perú | César Medina      | 13    | Los Espartanos            |
| Bandera de Perú | Johnny Watson     | 13    | Sport Boys                |
| Bandera de Perú | Eduardo Saavedra  | 12    | Deportivo Municipal       |
| Bandera de Perú | Julio César Antón | 12    | Juventud La Joya          |
| Bandera de Perú | Eduardo Rey Muñoz | 12    | Universitario de Deportes |
| Bandera de Perú | Jorge Jaramillo   | 11    | Carlos A. Mannucci        |
| Bandera de Perú | César Adriazola   | 11    | CNI de Iquitos            |